# Pino Colizzi
Pino Colizzi, all'anagrafe Giuseppe Colizzi (Roma, 12 novembre 1937), è un attore, doppiatore e direttore del doppiaggio italiano.

## Biografia
Nato a Roma nel 1937 da padre romano e madre foggiana, si trasferisce giovanissimo a Paola, in provincia di Cosenza. A 17 anni vive le prime esperienze teatrali a Bari, nell'ambito dell'operetta, per poi diplomarsi all'Accademia nazionale d'arte drammatica di Roma. Nel 1960 Luchino Visconti gli affida una piccola parte in Uno sguardo dal ponte, con Paolo Stoppa e Rina Morelli, e nello stesso anno debutta in televisione come protagonista dello sceneggiato Tom Jones, avendo già esordito come attore cinematografico l'anno precedente. Negli anni a venire recita ancora in teatro, in ruoli sempre più di primo piano, collaborando fra gli altri con Filippo Crivelli, Franco Zeffirelli e Giuseppe Patroni Griffi, mentre al cinema è diretto da autori fra cui figurano Duccio Tessari, Mauro Bolognini e Alberto Sordi. Nel 1974 il regista Sandro Bolchi lo chiama a interpretare il personaggio del conte Vronskij nello sceneggiato televisivo Anna Karenina. Il ruolo assai complesso mette in luce le qualità interpretative di Colizzi, espresse poi in modo rilevante nei successivi lavori televisivi: La guerra al tavolo della pace (1975), L'assedio, Dei miei bollenti spiriti, La piovra e, nell'ambito del teleteatro, Così è se vi pare.
Nel contempo svolge un'intensa attività di doppiatore, dando la voce ad attori quali Michael Douglas, Jack Nicholson, James Caan, Richard Dreyfuss, Omar Sharif, Franco Nero, Robert Powell nel Gesù di Nazareth di Franco Zeffirelli (in cui Colizzi è anche attore nel ruolo di Jobab), Christopher Reeve nei primi tre episodi cinematografici di Superman, Robert De Niro ne Il padrino - Parte II, Patrick McGoohan nella seconda edizione del doppiaggio de Il prigioniero, celebre serie fantascientifica inglese degli anni settanta, e soprattutto Martin Sheen nel capolavoro di Francis Ford Coppola Apocalypse Now. Nel 1973 doppia Robin Hood nel celebre cartone animato della Disney. 
Come direttore del doppiaggio, oltre a tutti i film del regista Franco Zeffirelli a partire da Il campione (1979), tra i suoi lavori figurano Pulp Fiction, Il paziente inglese, i film di 007 con protagonista Pierce Brosnan e la trilogia di Matrix.
Nel 1999 Zeffirelli lo dirige al cinema in Un tè con Mussolini, pellicola che vede fra le protagoniste Maggie Smith, Cher e Judi Dench e nel 2001 Colizzi partecipa alla serie televisiva Il bello delle donne nel ruolo del conte Gabriele De Contris.
Nel 2010 si ritira dal doppiaggio per focalizzarsi sulla carriera letteraria, continuando a lavorare come attore fino al 2015, anno in cui interpreta Alfredo Wiel nel film di Claudio Cupellini Alaska, con Elio Germano e Àstrid Bergès-Frisbey.

## Vita privata
È stato sposato con la collega Manuela Andrei, con cui ha avuto due figli: Carlo e Chiara.

## Filmografia

### Cinema

Pino Colizzi (a sinistra) insieme a Massimo Ranieri nel film Metello (1970)

- Tutti innamorati, regia di Giuseppe Orlandini (1959)
- Labbra rosse, regia di Giuseppe Bennati (1960)
- 24 ore di terrore, regia di Gastone Casagrande (1964)
- Metello, regia di Mauro Bolognini (1970)
- Forza "G", regia di Duccio Tessari (1972)
- Imputazione di omicidio per uno studente, regia di Mauro Bolognini (1972)
- Baciamo le mani, regia di Vittorio Schiraldi (1973)
- Tutti figli di Mammasantissima, regia di Alfio Caltabiano (1973)
- Il medico... la studentessa, regia di Silvio Amadio (1976)
- L'ultima volta, regia di Aldo Lado (1976)
- Il comune senso del pudore, terzo episodio, regia di Alberto Sordi (1976)
- La banda del gobbo, regia di Umberto Lenzi (1977)
- Bermude: la fossa maledetta, regia di Tonino Ricci (1978)
- Vai avanti tu che mi vien da ridere, regia di Giorgio Capitani (1982)
- Notturno, regia di Giorgio Bontempi (1983)
- Delitto in Formula Uno, regia di Bruno Corbucci (1984)
- Volevo i pantaloni, regia di Maurizio Ponzi (1990)
- Dicembre, regia di Antonio Monda (1990)
- Salvate mio figlio, regia di Roberto Malenotti (1992)
- La fine dell'intervista, regia di Stefano Roncoroni (1994)
- Un tè con Mussolini, regia di Franco Zeffirelli (1999)
- Sei come sei, regia di Andrea Zaccariello (2002)
- Holy Money, regia di Maxime Alexandre (2009)
- Alaska, regia di Claudio Cupellini (2015)

### Televisione
- Tom Jones, regia di Eros Macchi – miniserie TV (1960)
- Processo ad un atto di valore (1972)
- Serata al gatto nero, regia di Mario Landi (1973)
- La torta di Riccio, regia di Vittorio Cottafavi – film TV (1974)
- Anna Karenina, regia di Sandro Bolchi – miniserie TV (1974)
- Il commissario De Vincenzi – miniserie TV (1974)
- Sì, vendetta... – miniserie TV (1974)
- Processo per l'uccisione di Raffaele Sonzogno giornalista romano – miniserie TV (1975)
- A Dio piacendo (Au plaisir de Dieu), regia di Robert Mazoyer – miniserie TV (1976)
- Gesù di Nazareth, regia di Franco Zeffirelli – miniserie TV (1977)
- La villa, regia di Ottaviano Spadaro – miniserie TV (1977)
- Puzzle, regia di Guido Stagnaro – miniserie TV (1978)
- Il filo e il labirinto – miniserie TV (1979)
- L'assedio, regia di Silvio Maestranzi – miniserie TV (1980)
- Dei miei bollenti spiriti, regia di Sandro Bolchi – miniserie TV (1981)
- La moglie ideale, regia di Eros Macchi (1982)
- 145 giorni di Badoglio, regia di Silvio Maestranzi (1983)
- La piovra, regia di Damiano Damiani – miniserie TV (1984)
- Così è se vi pare, regia di Franco Zeffirelli (1986)
- Una vita in gioco – serie TV (1991)
- Camilla, parlami d'amore – serie TV (1992-1994)[11]
- Butterfly – miniserie TV (1995)
- Il bello delle donne – serie TV (2001-2002)
- Carabinieri – serie TV (2003)

## Teatro
- Gli straccioni di Annibal Caro, regia di Guido Salvini (1959)
- Racconti d'inverno di William Shakespeare, regia di Guido Salvini (1959)
- Uno sguardo dal ponte di Arthur Miller, regia di Luchino Visconti (1960)
- Figli d'arte di Diego Fabbri, regia di Luchino Visconti (1961)
- Tela di ragno di Agatha Christie, Compagnia italiana di Prosa Elena Cotta, Teatro Bonci, 25 dicembre 1961.[12]
- Il cinese di Pierre Barillet e Jean-Pierre Grédy, Compagnia Italiana di Prosa Elena Cotta, Teatro Bonci, 26 dicembre 1961.
- Saffo, di Alphonse Daudet, regia di Filippo Crivelli (1961)
- Quattro giovani suore di Vladimiro Cajoli, regia di Carlo Alighiero, Teatro Bonci, 2 aprile 1962.[13]
- Giulietta e Romeo, di William Shakespeare, regia di Franco Zeffirelli (1964)
- La lupa di Giovanni Verga, regia di Franco Zeffirelli (1965)
- O di uno o di nessuno, di Luigi Pirandello, regia di Giuseppe Patroni Griffi (1970)
- Gli amanti dei miei amanti, regia di Giuseppe Patroni Griffi (1971)
- Così è se vi pare di Luigi Pirandello, regia di Franco Zeffirelli (1980)[14]
- Dialoghi delle Carmelitane di Georges Bernanos, regia di Luca Ronconi (1990)
- Requiem per voce solista, regia di Gianfranco Calligarich (1989)[15]
- Umberto e Maria Josè, regia di Gianfranco Calligarich (1991)
- La cena di Giuseppe Manfridi, regia di Walter Manfrè (1994)[16]
- La dodicesima notte, di William Shakespeare, regia di Ennio Coltorti, con Renzo Montagnani (1996)
- Equilibrio delicato, di Edward Albee, regia di Mario Missiroli (2001)
- William contra Shakespeare. Una intervista possibile di Laura De Luca (2012)[17]

## Doppiaggio

### Cinema
- Jack Nicholson ne L'onore dei Prizzi, Heartburn - Affari di cuore, Le streghe di Eastwick, Dentro la notizia - Broadcast News, Ironweed, Il grande inganno, La gatta e la volpe, Mars Attacks!
- Fabio Testi in Camorra, Revolver, L'importante è amare, A chi tocca, tocca...!, Luca il contrabbandiere, Il falco e la colomba, Io e il duce, Cacciatori di navi

- Alain Delon in Flic Story, Lo Zingaro, Braccato, Mr. Klein, Per la pelle di un poliziotto, Tre uomini da abbattere, Ventiduesima vittima... nessun testimone
- Michael Douglas in Sindrome cinese, Attrazione fatale, Black Rain - Pioggia sporca, Un giorno di ordinaria follia, Rivelazioni, Delitto perfetto, Wonder Boys
- George Hilton in Il corsaro nero nell'isola del tesoro, La coda dello scorpione, Il diavolo a sette facce, Tutti i colori del buio, I due volti della paura, Perché quelle strane gocce di sangue sul corpo di Jennifer?, L'assassino è costretto ad uccidere ancora

- Warren Beatty ne La truffa che piaceva a Scotland Yard, I compari, Shampoo, Due uomini e una dote, Il paradiso può attendere, Reds
- Michael Caine ne Gli insospettabili, Quell'ultimo ponte, Swarm, Ashanti, Il console onorario, Senza indizio

- James Caan ne Il padrino, L'inseguito, Un grande amore da 50 dollari, Il padrino - Parte II, Duello tra i ghiacci - North Star
- Christopher Plummer ne I lunghi giorni delle aquile, La grande strage dell'impero del sole, La retata, Star Trek VI: Rotta verso l'ignoto, Una corsa sul prato

- Richard Dreyfuss in Lo squalo, Incontri ravvicinati del terzo tipo, Sorveglianza... speciale, Tin Men - 2 imbroglioni con signora
- Ben Gazzara in L'odissea del Neptune nell'impero sommerso, Mariti, Il giorno prima, Il duro del Road House
- Tomas Milian in Banditi a Milano, Non si sevizia un paperino, Salomè, Revenge - Vendetta
- John Saxon in Italia a mano armata, Una Magnum Special per Tony Saitta, Napoli violenta, Il cinico, l'infame, il violento
- Tom Selleck in Alibi seducente, Un uomo innocente, Tre scapoli e una bimba, Guai in famiglia
- John Steiner in Incontro d'amore, Ondata di piacere, Mark colpisce ancora, Caligola

- Bradford Dillman in Fuga dal pianeta delle scimmie, Come eravamo, Piraña
- Clint Eastwood in I guerrieri, Brivido nella notte, Assassinio sull'Eiger, Brivido nella notte
- Luc Merenda in I corpi presentano tracce di violenza carnale, Duri a morire, La polizia accusa: il Servizio Segreto uccide
- Christopher Reeve in Superman, Superman II, Superman III
- Richard Roundtree in Shaft il detective, Shaft colpisce ancora, Shaft e i mercanti di schiavi
- Jean Sorel in La volpe dalla coda di velluto, Una lucertola con la pelle di donna, Un piede in paradiso
- Terence Stamp in Teorema, Beltenebros, Il siciliano
- Jean-Louis Trintignant in Il successo, La donna della domenica, L'estate prossima

- Richard Gere ne I giorni del cielo, Una strada chiamata domani
- Jeff Goldblum in Grazie a Dio è venerdì, Terrore dallo spazio profondo
- Timothy Dalton in Cime tempestose, Il segreto di Agatha Christie
- James Brolin ne Il mondo dei robot, Capricorn One
- Bruce Dern in Tornando a casa, Driver l'imprendibile
- Patrick Dewaere in Marcia trionfale, La stanza del vescovo
- Keir Dullea in David e Lisa, Il diavolo nel cervello
- Jon Finch in Frenzy, La più bella del reame
- Glenn Ford in Gilda, Gli amori di Carmen (ridoppiaggi)
- Harrison Ford in Assalto finale, La conversazione
- James Garner in Un cowboy alle Hawaii, Un piccolo indiano
- Richard Harrison in Napoli... i 5 della squadra speciale, I guappi non si toccano
- Ted Hartley in Base artica Zebra, Lo straniero senza nome
- Bob Hoskins in Una preghiera per morire, Il proiezionista
- Bo Hopkins in Killer Elite, Tentacoli
- Harvey Keitel in La morte in diretta, Get Shorty
- Kris Kristofferson in Per 100 chili di droga, È nata una stella
- Martin Landau in Omicidio al neon per l'ispettore Tibbs, Meteor
- John Phillip Law in Barbarella, Cassandra Crossing
- Simon MacCorkindale in Assassinio sul Nilo, Caboblanco
- Fredric March in Partita a quattro, Anna Karenina (ridoppiaggi del 1983)
- Malcolm McDowell in La morte avrà i suoi occhi, Sing Sing chiama Wall Street
- Marc Porel in Sette note in nero, Non si sevizia un paperino
- Dean Reed in I nipoti di Zorro, I pirati dell'isola verde
- Burt Reynolds in El Verdugo, Driven
- John Richardson in L'amica delle 5 ½, 4 minuti per 4 miliardi
- Michael York in La bisbetica domata, Romeo e Giulietta
- Manuel Zarzo in L'arciere di fuoco, L'emigrante
- Franco Ressel in I peccati di Madame Bovary, I due figli dei Trinità
- James Franciscus in Il gatto a nove code, Killer Fish - L'agguato sul fondo
- Omar Sharif in L'ultima valle, Top Secret!
- Martin Sheen in Apocalypse Now, Hot Shots! 2
- Sam Shepard in Frances, Country
- Terence Hill in Surehand - Mano veloce, Barbagia (La società del malessere)
- Voce narrante in Sodoma e Gomorra (versione ridotta), Papillon
- Alan Alda in Il capitano di lungo... sorso
- Christopher Allport in Morti e sepolti
- Dana Andrews ne I migliori anni della nostra vita (ridoppiaggio)
- Carmen Argenziano in Sotto accusa
- Alan Arkin in Il mago di Lublino
- Jean-Pierre Aumont in Ardenne '44, un inferno
- Brian Avery in Il laureato
- George Baker in Agente 007 - Al servizio segreto di Sua Maestà
- Alan Bates in Prigioniero del passato
- Jackson Beck in Power - Potere
- Michael Beck in I guerrieri della notte
- Yves Beneyton in Nel nome del padre
- Hugo Blanco in Perché uccidi ancora
- Lloyd Bochner in Il cavallo in doppiopetto
- Dirk Bogarde in Providence
- Jeff Bridges in King Kong
- Niall Buggy in King David
- Joe Bugner in Occhio alla penna
- José Campos in La cripta e l'incubo
- John Cassavetes in Fury
- Jean-Pierre Cassel in Le strane licenze del caporale Dupont
- Lou Castel in Come una rosa al naso
- John Castle in Il leone d'inverno
- Jimmy Clanton in Dai, Johnny, dai!
- Pierre Clémenti in Il Gattopardo
- Gary Cooper in Per chi suona la campana (ridoppiaggio)
- Michael Crawford in Hello, Dolly!
- Masaaki Daimon in Godzilla contro i robot
- David Daker in I banditi del tempo
- Carlos de Carvalho in Il Messia
- Jeffrey DeMunn in Scandalo Blaze
- Robert De Niro ne Il padrino - Parte II
- Gérard Depardieu in Tre amici, le mogli e (affettuosamente) le altre
- Trevor Eve in Dracula
- Martin Ferrero in High Spirits - Fantasmi da legare
- Robert Foxworth in Il tesoro di Matecumbe
- J.E. Freeman in Cuore selvaggio
- Victor Garrimier in Lo sparviero
- Farley Granger in Il serpente
- Peter Graves in L'aereo più pazzo del mondo
- Spalding Gray in Spiagge
- Helmut Griem in Cabaret
- George Grizzard in Arriva un cavaliere libero e selvaggio
- Charles Grodin in Sunburn - Bruciata dal sole
- Richard Harris in I 4 dell'Oca selvaggia
- David Hemmings in Assassinio su commissione
- Ian Holm in La bandera - Marcia o muori
- Julian Hough in L'australiano
- James Houghton in American Graffiti 2
- Derek Jacobi in Il tocco della medusa
- Jeffrey Jones in Beetlejuice - Spiritello porcello
- Dayton Ka'ne in Uragano
- Wolf Kahler in Il mistero della signora scomparsa
- David Keith in Brubaker
- Paul Kelly in La maschera di mezzanotte (ridoppiaggio)
- Perry King in Mandingo
- Robert Klein in Il gufo e la gattina
- Frédéric Lagache in Emmanuelle l'antivergine
- Frank Langella in Body of Evidence
- Jean-Pierre Léaud in Non drammatizziamo... è solo questione di corna
- Glen Lee in Un solo grande amore
- Robert Loggia in Amore all'ultimo morso
- Ray Lovelock in L'avvocato della mala
- John Mahoney in Barton Fink - È successo a Hollywood
- Zygmunt Malanowicz in Il coltello nell'acqua
- Stuart Margolin in Il giustiziere della notte
- Robert Mark in Dio non paga il sabato
- Joseph Mascolo in Lo squalo 2
- Steve McQueen in L'ultimo buscadero
- Jim Moody in Saranno famosi
- Tony Musante in La gabbia
- Craig T. Nelson in Poltergeist II - L'altra dimensione
- David Niven in La voce nella tempesta (ridoppiaggio)
- Ian Ogilvy in Il grande inquisitore
- Julio Peña in Satanik
- Tim Pigott-Smith in Fuga per la vittoria
- Werner Pochath in Piedone l'africano
- George Raft in Scarface - Lo sfregiato (ridoppiaggio del 1975)
- Ivan Rassimov in Il paese del sesso selvaggio
- Andrés Resino in La ragazzina
- Tony Roberts in Serpico
- Cliff Robertson in La brigata del diavolo
- Gustavo Rojo in I violenti di Rio Bravo
- Maurice Ronet in La seduzione, Contratto marsigliese
- Antoine Saint-John in ...e tu vivrai nel terrore! - L'aldilà
- Roy Scheider in Una squillo per l'ispettore Klute
- George Segal in Marathon
- Henry Silva in Il trucido e lo sbirro
- Harry Dean Stanton in Mai con uno sconosciuto
- Jacques Stany in 4 mosche di velluto grigio
- Nigel Terry in Excalibur
- Roy Thinnes in Hindenburg
- Oliver Tobias in The Stud - Lo stallone
- Ricardo Valle in Django killer per onore
- Jon Voight in Il campione
- Robert Wagner ne L'inferno di cristallo
- Fred Williams in E la nave va
- Ray Wise in Fuoco cammina con me
- James Woods ne L'occhio del gatto
- Evgenij Žarikov in L'infanzia di Ivan
- Giacomo Agostini in Amore Formula 2
- Fabrizio Bentivoglio in Il bandito dagli occhi azzurri
- Fabrizio Capucci in Rita, la figlia americana
- Giuseppe Castellano in Febbre da cavallo
- Walter Chiari in Joe Valachi - I segreti di Cosa Nostra
- Gianluigi Chirizzi in Malizia
- Nicola Di Bari in Torino nera
- Dino in Le sedicenni
- Gabriele Ferzetti in Un bellissimo novembre
- Gianni Garko in Gli fumavano le Colt... lo chiamavano Camposanto
- Giuseppe Gentile in Medea
- Enio Girolami in Twist, lolite e vitelloni
- Angelo Infanti in Emanuelle nera
- Franco Interlenghi in La polizia interviene: ordine di uccidere!
- Fernando Jelo in Gente di rispetto
- Franco Lionello ne I due maghi del pallone
- Piero Lulli in Gente d'onore
- Gianni Macchia in Mala, amore e morte
- Marino Masè in Contamination
- Gino Milli neI due assi del guantone
- Gianni Morandi in Per amore... per magia...
- Luciano Morelli in Madre ignota
- Franco Nero ne I guappi
- Umberto Orsini in Perdutamente tuo... mi firmo Macaluso Carmelo fu Giuseppe
- Carlo Palmucci in Queimada
- Nello Pazzafini in Una vergine per il principe
- Franco Pesce in La Betìa ovvero in amore, per ogni gaudenza, ci vuole sofferenza
- Giovanni Petrucci ne L'avventura
- Mariano Rigillo in Il soldato di ventura
- Bobby Solo in Zingara
- Voce di Omicron in Omicron
- Voce di Ben al telefono ne I tre giorni del Condor

### Film d'animazione
- Giulio Cesare in Asterix il gallico[18]
- Narratore in Fantasia (doppiaggio del 1973)
- Robin Hood in Robin Hood
- Charlie in Charlie - Anche i cani vanno in paradiso

### Film TV e sceneggiati televisivi
- Martin Sheen in Canguro ultimo modello, Mamma, mi compri un papà?
- Robert Powell in Gesù di Nazareth
- Kinnosuke Yorozuya in Samurai
- Jean Boissery in Quer pasticciaccio brutto de via Merulana
- Demond Wilson in Sanford and Son
- Ray Wise ne I segreti di Twin Peaks
- Carmen Argenziano in CSI: NY
- Vernon Dobtcheff in Ike
- Robert Wagner ne Il giro del mondo in 80 giorni
- Voce narrante ne Il coraggio e la pietà, documentario Rai (1986)

## Direzioni del doppiaggio
- ...e tu vivrai nel terrore! - L'aldilà (1981)
- Amore senza fine (1981)
- 1990 - I guerrieri del Bronx (1982)
- Pagliacci (1982)
- Cavalleria rusticana (1982)
- La traviata (1983)
- Cane arrabbiato (1984)
- La gabbia (1985)
- Otello (1986)
- La morte avrà i suoi occhi (1987)
- Il giovane Toscanini (1988)
- Alibi seducente (1989)
- Skin Deep - Il piacere è tutto mio (1989)
- Fa' la cosa giusta (1989)
- Il duro del Road House (1989)
- Black Rain - Pioggia sporca (1989)
- Un uomo innocente (1989)
- Amleto (1990)
- Cabal (1990)
- Sua maestà viene da Las Vegas (1991)
- Il tagliaerbe (1992)
- White Sands - Tracce nella sabbia (1992)
- Waterland - Memorie d'amore (1992)
- Scent of a Woman - Profumo di donna (1992)
- Sister Act - Una svitata in abito da suora (1992)
- America oggi (1993)
- Storia di una capinera (1993)
- Made in America (1993)
- Due irresistibili brontoloni (1993)
- Fearless - Senza paura (1993)
- Il tiranno Banderas (1993)
- Maverick (1994)
- Pulp Fiction (1994)
- Il colore della notte (1994)
- Getaway (1994)
- Die Hard - Duri a morire (1995)
- Congo (1995)
- Mariti imperfetti (1995)
- Rob Roy (1995)
- Carrington (1995)
- GoldenEye (1995)
- Get Shorty (1995)
- That's Amore - Due improbabili seduttori (1995)
- Jane Eyre (1996)
- Un divano a New York (1996)
- Mars Attacks! (1996)
- Tre amici, un matrimonio e un funerale (1996)
- Il paziente inglese (1996)
- Lolita (1997)
- L'avvocato del diavolo (1997)
- Il domani non muore mai (1997)
- Cop Land (1997)
- She's So Lovely - Così carina (1997)
- The Boxer (1997)
- Mr. Bean - L'ultima catastrofe (1997)
- Sfera (1998)
- I colori della vittoria (1998)
- Arma letale 4 (1998)
- A Civil Action (1998)
- Un tè con Mussolini (1999)
- Matrix (1999)
- Il mondo non basta (1999)
- Ogni maledetta domenica - Any Given Sunday (1999)
- Rapimento e riscatto (2000)
- Codice: Swordfish (2000)
- Driven (2001)
- The Time Machine (2002)
- We Were Soldiers (2002)
- Callas Forever (2002)
- Signs (2002)
- La morte può attendere (2002)
- Un boss sotto stress (2002)
- In linea con l'assassino (2002)
- La mia casa in Umbria (2003)
- Matrix Reloaded (2003)
- Seabiscuit - Un mito senza tempo (2003)
- Matrix Revolutions (2003)
- L'ultima alba (2003)
- Master & Commander - Sfida ai confini del mare (2003)
- The Day After Tomorrow - L'alba del giorno dopo (2004)
- Agents secrets (2004)
- Man on Fire - Il fuoco della vendetta (2004)
- Sideways (2005)
- Nascosto nel buio (2005)
- Be Cool (2005)
- In Her Shoes - Se fossi lei (2005)
- I fratelli Grimm e l'incantevole strega (2005)
- La Pantera Rosa (2006, tranne personaggi isp. Clouseau e Dreyfus)
- La Pantera Rosa 2 (2009)
- The Horsemen (2009)

## Doppiatori
Nella miniserie Gesù di Nazareth di Franco Zeffirelli, in cui già doppiava il ruolo di Gesù (Robert Powell), Colizzi fu doppiato a sua volta da Cesare Barbetti in quello di Jobab.